# معهد الأهرامات العالي للهندسة والتكنولوجيا
معهد الأهرامات العالي للهندسة والتكنولوجيا (بالإنجليزية: Pyramids Higher Institute for Engineering and Technology)، ويعرف اختصارًا بـ«پي إتش آي» (PHI) هو معهد عالي مصري بمدينة السادس من أكتوبر بمحافظة الجيزة تأسس عام 2007 على يد المهندس محمد حمدي زكي بالقرار الوزاري رقم (2591) لنفس العام طبقًا للقانون رقم 52 لعام 1970. يختص المعهد بدراسة الهندسة ويعتبر من المعاهد العليا الرائدة محليًا، وينقسم إلى خمسة أقسام تغطي أهم المجالات الهندسية المطلوبة في سوق العمل على المستويين المحلي والدولي. المعهد يتبع جمعية البركة للخدمات الاجتماعية والتعليمية – المشهرة برقم 1637 بتاريخ 3/8/2003. .

## نظام الدراسة
بعد عام 2017 أصبحت الدراسة في المعهد بنظام الفصلين الدراسيين (النظام التقليدي)، وفيه يقسم العام الدراسي إلى فصلين دراسيين، وعطلة صيفية. بإجتياز الطالب للمقررات الدراسية في إحدى الفرق الدراسية ينتقل مباشرةً إلى الفرقة التالية، ويسمح بالرسوب في مقرر واحد أو إثنين فقط يمكن إعادة دراستهم في نفس الفصل الدراسي من العام التالي بالإضافة إلى مقررات الفرقة التي انتقل إليها، ولكن إذا رسب الطالب في أكثر من مقررين دراسيين في نفس العام الدراسي يظل باقٍ في نفس الفرقة الدراسية لإعادة دراسة المقررات التي رسب فيها بغض النظر عن تقدير الطالب في أي من مقررات الفصلين الدراسيين (على عكس نظام الساعات المعتمدة).
وللحصول على درجة البكالوريوس بهذا النظام يحتاج الطالب أن يجتاز جميع المقررات الإجبارية، وعدد معين من المقررات الاختيارية من متطلبات المعهد لتَخَرُّجُه بعد الدراسة لمدة 4 سنوات في القسم المتخصص كحد أدنى، بالإضافة إلى العام التحضيري الأول، وإجتياز تدريبين مهنيين على الأقل في إحدى الشركات أو المكاتب الهندسية.
حتى عام 2017 كانت الدراسة في المعهد بنظام الساعات المعتمدة، وفيه يقسم العام الدراسي إلى فصلين دراسيين أساسيين، الفصل الأول الخريفي والفصل الثاني الربيعي، بالإضافة إلى فصل ثالث صيفي اختياري عبارة عن مزيج بين دراسة المقررات الدراسية النظرية وممارسة التدريب المهني في إحدى الشركات أو المكاتب الهندسية.
وللحصول على درجة البكالوريوس بهذا النظام يحتاج الطالب دراسة عدد من المقررات بما لا يقل عن 172 ساعة معتمدة، واجتياز جميع المقررات بنجاح بمعدل تراكمي لا يقل عن 2.0 (من إجمالي 4.0).
يُفصل الطالب من المعهد تلقائيًا في حالة الرسوب في العام التحضيري مرتين متتاليتين.

## الإلتحاق بالمعهد

### نظام القبول
يكون ترشيح الطلاب بالمعهد عن طريق مكتب التنسيق للقبول ما لم يصدر قرار من وزير التعليم العالي بغير ذلك.
الطلاب غير المصريين يتم قبولهم عن طريق إدارة الوافدين. حيث يقبل المعهد الطلاب الحاصلين على أحد المؤهلات الآتية:
- شهادة الثانوية العامة القسم العلمى رياضة وما يعادلها من الشهادات العربية والأجنبية.
- شهادة الثانوية الازهرية.
- شهادة الثانوية الصناعية نظام 3 سنوات.
- شهادة الثانوية الصناعية نظام 5 سنوات.
- المعاهد الفنية الصناعية.

ولا يجوز للطالب أن يقيد اسمه في أكثر من معهد في وقت واحد ولا يجوز له أن يجمع بين القيد في معهد وأي كلية جامعية ولا يجوز إعادة قيد الطالب بأي معهد للحصول على شهادة سبق له الحصول عليها.

### نظام التحويل
يتم تحويل ونقل قيد الطلاب فيما بين المعاهد والكليات المناظرة وفق القواعد الاتية:
- يجوز تحويل الطالب المقيد في أحد المعاهد العليا أو كليات الهندسة بنظام الساعات المعتمدة إلى المعهد بنظام الفصلين الدراسيين طالما لم يجتاز 60% من اجمالى الساعات المعتمدة اللازمة للتخرج ويتم إجراء مقاصة للمقررات التي اجتازها الطالب في نظام الساعات المعتمدة وتحدد المقررات المكافئة لها في البرنامج الدراسي المناظر لبرنامجه الدراسي السابق.
- لا يجوز النظر في تحويل الطالب المقيد بالفرقة الأولى في معهد عالي مناظر إلا إذا كان الطالب حاصلًا على الحد الأدنى للمجموع الذي وصل إليه القبول في المعهد في السنة التي حصل فيها على شهادته الثانوية طبقًا للحدود الدنيا للكليات والمعاهد في مكتب التنسيق للقبول، ويشترط أيضا أن يكون الطالب ناجح في المقرارات الدراسية (بحد أقصى رسوب في ماده واحده من المواد الاساسية) ما لم يستجد من تعليمات أخرى من قبل وزارة التعليم العالى.
- لا يجوز قبول الطلاب المفصولين.
- لا يجوز تحويل الطالب من نظام الساعات المعتمدة إلى نظام الفصلين الدراسيين إذا لم يحقق شروط القبول لنظام الفصلين الدراسيين عند إلتحاقه بالمعهد.

وفي جميع الحالات يشترط مراجعة وموافقة رئيس الإدارة المركزية المختص.

## البرامج الدراسية لدرجة البكالوريوس
يضم المعهد 5 أقسام هندسية تقدم كلًا منها برنامجًا دراسيًا في تخصص هندسي معين. بعد اجيتاز البرنامج الدراسي في أحد هذه التخصصات بنجاح تُمنَح للطالب درجة البكالوريوس في الهندسة في هذا التخصص الهندسي، يقوم بمعادلتها وزير التعليم العالي والبحث العلمي المصري بدرجة البكالوريوس في الهندسة التي تمنحها الجامعات المصرية الخاضعة لقانون تنظيم الجامعات رقم 49 لعام 1972 ولائحته التنفيذية من كليات الهندسة في التخصصات المناظرة.
و هذه البرامج هي:
- برنامج الهندسة المدنية[4]
- برنامج الهندسة المعمارية[5]
- برنامج هندسة القوى الكهربية والتحكم[6]
- برنامج هندسة الميكاترونيات[7]
- برنامج هندسة الإلكترونيات والإتصالات[8]

## روابط خارجية
- بيان بالمعاهد العليا المقيدة بنقابة المهندسين المصرية نسخة محفوظة 26 سبتمبر 2018 على موقع واي باك مشين.
- بيان بالمعاهد العليا المعتمدة من المجلس الأعلى للجامعات نسخة محفوظة 20 سبتمبر 2018 على موقع واي باك مشين.
- بيان بالمعاهد العليا المعتمدة من وزارة التعليم العالي والبحث العلمي المصرية
- بيان بالمعاهد العليا المرشحة من قبل مكتب تنسيق القبول بالجامعات والمعاهد نسخة محفوظة 31 أغسطس 2017 على موقع واي باك مشين.